# نشان ملی مالت

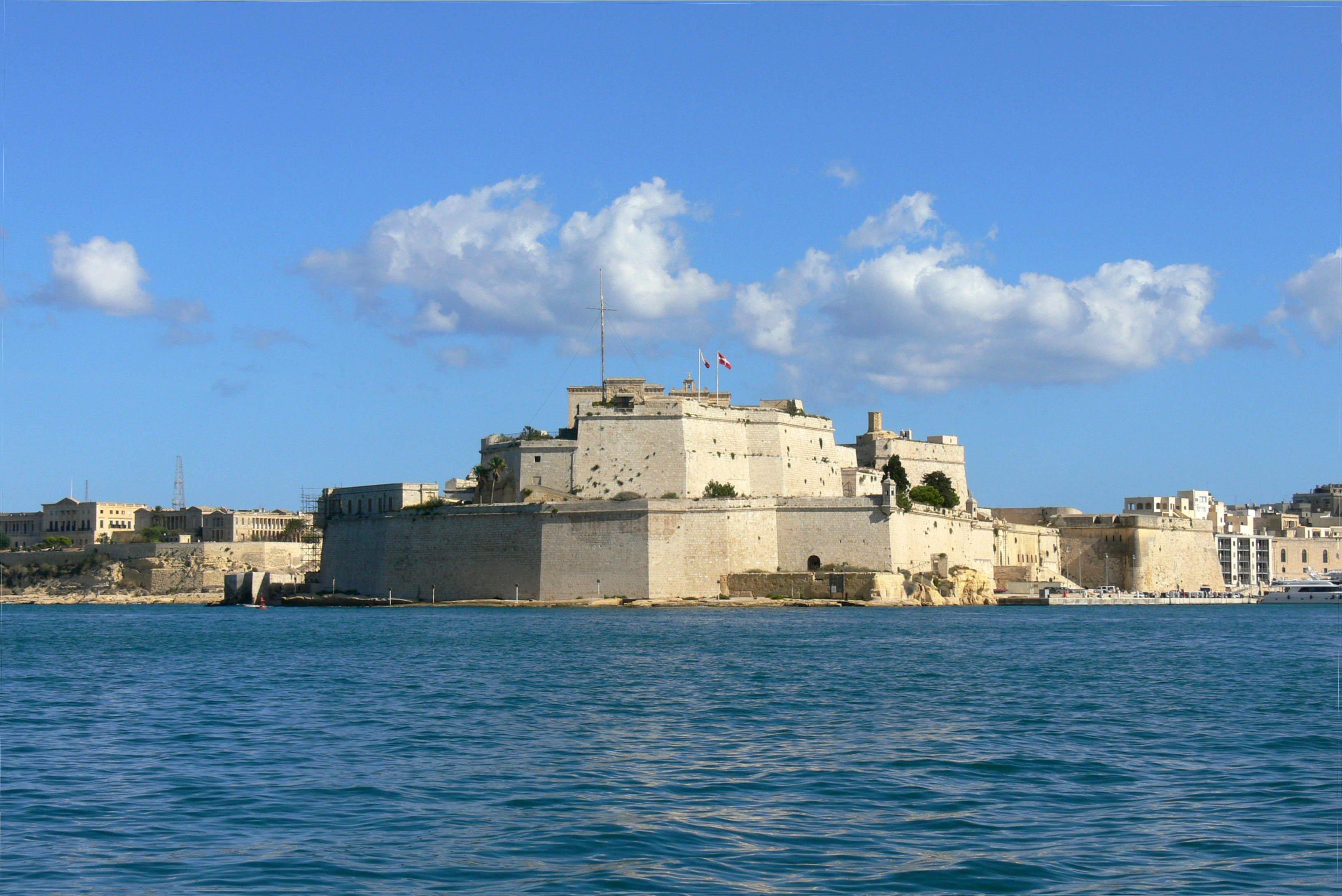
باروی شهر مالت از سن آنجلو

نشان ملی مالت در حال حاضر، مربوط به طراحی سال ۱۹۸۸ است. این طرح قرار بود به عنوان یک سپر باشد و نمادهای پرچم مالت را در خود داشته باشد. در بالای پرچم یک تاج زرین با دروازه زندان است که پنج برجک پیشکرده دارد و به عنوان نماد باروی دولت‌شهر مالت است. پیرامون پرچم یک حلقه‌گل است که از دو شاخهٔ زیتون و نخل درست شده یکی نماد صلح و دیگری نماد سنتی شهر. حلقه خود با یک ربان سفید که پشتش قرمز است بسته شده و روی آن به زبان مالتی نوشته Repubblika ta' Malta به معنی جمهوری مالت.

## پیشینه

نشان ملی میان سال‌های ۱۹۶۴ تا ۱۹۷۵

مالت در دوره ای مستعمرهٔ بریتانیا بود و در نماد ملی اش تصویر پرچم بریتانیا بود. پس از استقلال مالت از بریتانیا در ۱۹۶۴، نشان تغییر کرد و دو دلفین به آن اضافه شد یکی شاخهٔ نخل داشت به عنوان نماد پیروزی و دیگری شاخهٔ زیتون به عنوان نماد صلح. موج‌های زیر نماد هم در اصل موج‌های مدیترانه است. صلیب در تصویر نیز به شوالیه‌های هوسپیتالر ارتباط دارد و همچنین نماد شجاعت و مصمم بودن است. امروزه این نماد متعلق به نیروی دریایی است.

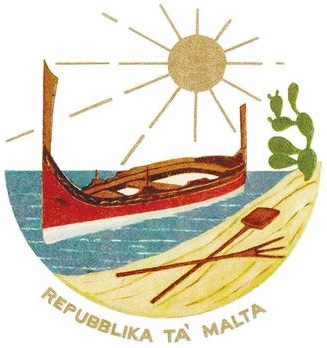
نشان ملی از ۱۹۷۵ تا ۱۹۸۸

هفت ماه پس از آنکه مالت تبدیل به جمهوری شد نشان ملی دوباره تغییر کرد و برخی نمادهای مالت مانند یک قایق سنتی مدیترانه ای و یک کاکتوس افزوده شد. دام مینتوف در ۱۹۶۴ اصرار به تغییر نشان ملی داشت چون بر این باور بود که وجود تاج بر روی نماد به معنی حکومت پادشاهی است و در حکومت جمهوری جایی ندارد.